# Addison megye
Addison megye az Amerikai Egyesült Államokban, azon belül Vermont államban található. Megyeszékhelye és legnagyobb városa Middlebury. Lakosainak száma 37 363 fő (2020. április 1.). Addison megye Chittenden, Washington, Orange, Windsor, Rutland, Washington és Essex megyékkel határos.

## Népesség
A megye népességének változása:
| Lakosok száma | 36 805 | 36 824 | 36 787 | 36 791 | 37 035 | 37 363 |
|               | 2010   | 2011   | 2012   | 2013   | 2015   | 2020   |